# Ornithogalum pyrenaicum
Ornithogalum pyrenaicum auch „Pyrenäen-Milchstern“ oder „Pyrenäen-Vogelmilch“ und „Weiße Ackerzwiebel“, „Weißer Ackerstern“ genannt, ist eine Pflanzenart aus der Gattung der Milchsterne (Ornithogalum) innerhalb der Familie der Spargelgewächse (Asparagaceae).

## Beschreibung

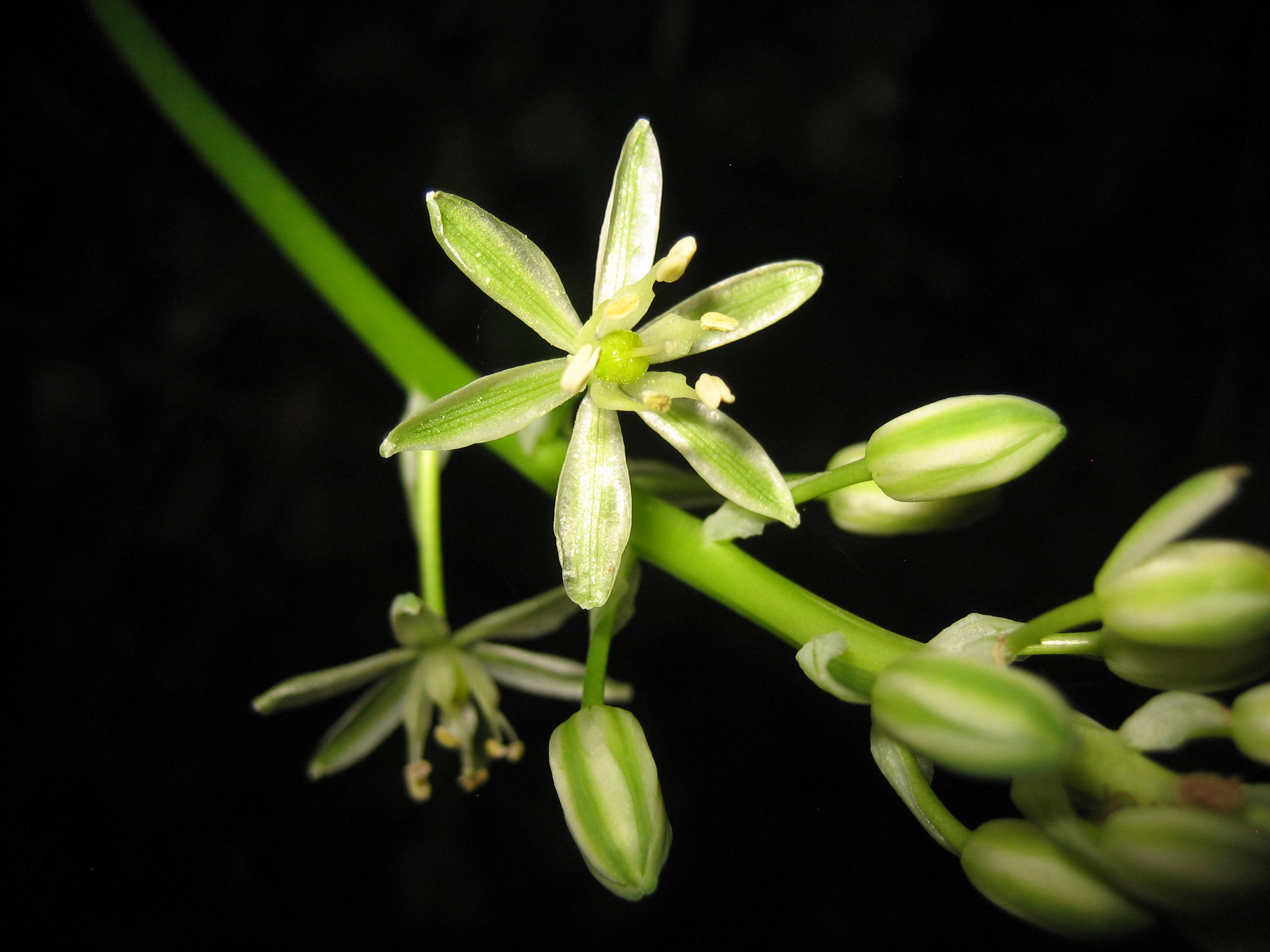
Ausschnitt eines Blütenstandes mit gestielten Blüten

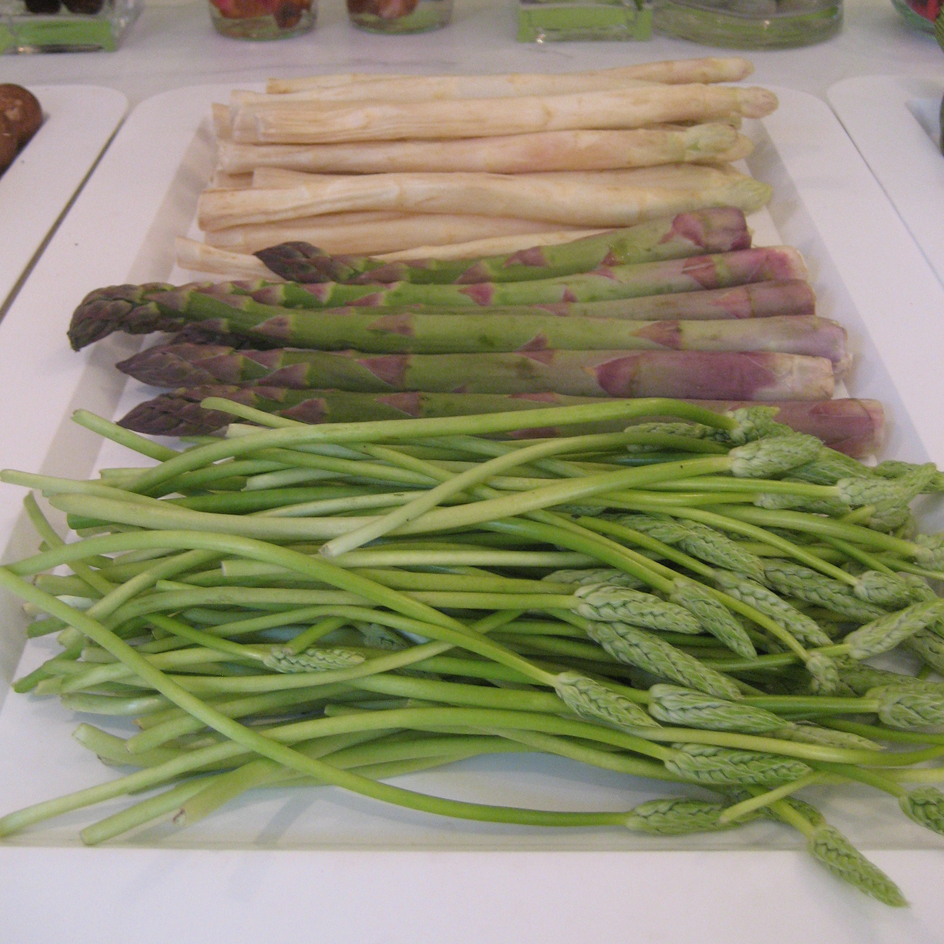
Blütensprossen als Gemüse

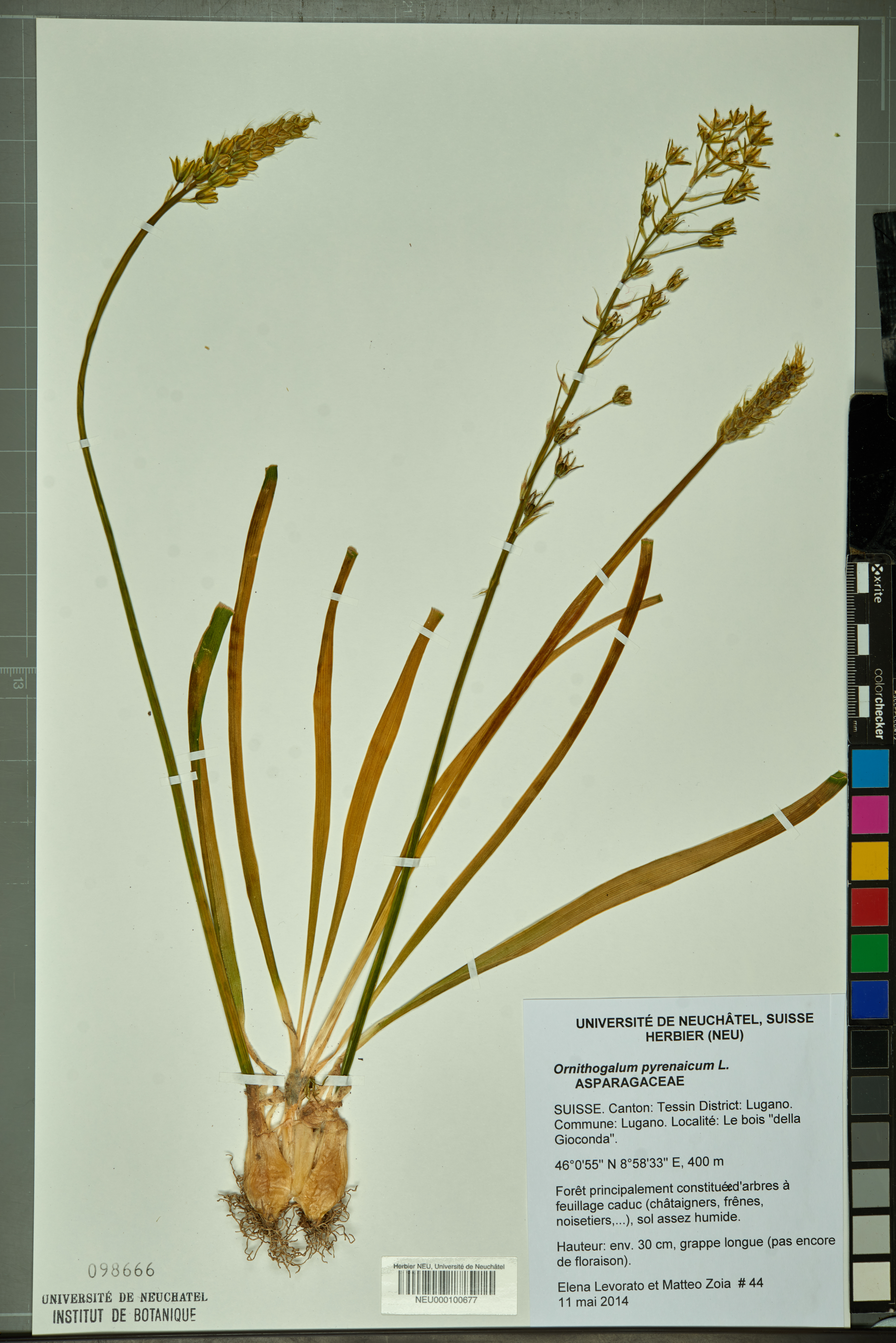
Herbarbeleg mit unter- und oberirdischen Pflanzenteilen (Bitte für den privaten Gebrauch der Natur keine Pflanzenteile entnehmen)

### Vegetative Merkmale
Ornithogalum pyrenaicum ist eine ausdauernde krautige Pflanze, die Wuchshöhen von 30 bis 100 Zentimetern erreicht. Als Überdauerungsorgan bildet sie eine Zwiebel.
In einer Vegetationsperiode werden etwa fünf grundständige Laubblätter gebildet und diese sind zur Blütezeit schon abgestorben. Die einfache, fleischige Blattspreite ist bei einer Länge von 40 bis 75 Zentimetern sowie einer Breite von 5 bis 15 Millimetern linealisch.

### Generative Merkmale
Die Blütezeit reicht von Mai bis Juli. Der relativ lange Blütenstandsschaft ist blattlos. 30 bis 50 Blüten befinden sich in einem langen, allseitswendigen, traubigen Blütenstand. Die Tragblätter sind viel kürzer als die Blütenstiele. Die Blütenstiele sind zunächst mehr oder weniger waagrecht und erst später aufgerichtet bzw. anliegend.
Die schwach duftende, zwittrige Blüte ist radiärsymmetrisch und dreizählig mit einfacher Blütenhülle. Die sechs Perigonblätter sind außen weißlich mit grünem Mittelstreifen und innen gelblich-grün. Sie sind bei einer Länge von 6 bis 10 Millimetern sowie einer Breite von 2 bis 2,5 Millimetern relativ schmal. Sie sind sternförmig ausgebreitet, auch am Ende der Anthese und nachts geöffnet. Sie sind schon während der Anthese längs eingerollt. Die Staubfäden sind unten breit und flach dann oben verjüngt. Der oberständige Fruchtknoten ist eiförmig-lanzettlich. Der relativ kurze Griffel ist etwa so lang wie der Fruchtknoten.
Es werden kleine Kapselfrüchte gebildet.
Die Chromosomenzahl beträgt 2n = 16.

## Vorkommen
Ornithogalum pyrenaicum ist von Mittel- und Westeuropa bis in den Mittelmeerraum über den Kaukasusraum bis zur Krim verbreitet. Es gibt Fundortangaben für Gran Canaria, Marokko, Ciskaukasien, Dagestan, Armenien, Aserbaidschan, Georgien, südliches England, Belgien, Österreich, die Schweiz, Italien (inklusive Sardinien), Frankreich (inklusive Korsika), Spanien, Portugal, das frühere Jugoslawien, Bulgarien, Rumänien und die Türkei.
In der Schweiz gedeiht sie in Laubwäldern, in Gebüschen und auf feuchten Wiesen.
Die ökologischen Zeigerwerte nach Landolt et al. 2010 sind in der Schweiz: Feuchtezahl F = 3+w (feucht aber mäßig wechselnd), Lichtzahl L = 3 (halbschattig), Reaktionszahl R = 4 (neutral bis basisch), Temperaturzahl T = 5 (sehr warm-kollin), Nährstoffzahl N = 3 (mäßig nährstoffarm bis mäßig nährstoffreich), Kontinentalitätszahl K = 2 (subozeanisch).

## Taxonomie
Die Erstveröffentlichung von Ornithogalum pyrenaicum erfolgte 1753 durch Carl von Linné in Species Plantarum, Tomus I, S. 306. Synonyme für Ornithogalum pyrenaicum L. sind: Anthericum sulphureum Waldst. & Kit., Beryllis pyrenaica (L.) Salisb., Loncomelos pallidum (Salisb.) Speta, Loncomelos pyrenaicum (L.) L.D.Hrouda, Ornithogalum asphodeloides Schur, Ornithogalum flavescens Lam., Ornithogalum granatense Pau, Ornithogalum melancholicum Klokov ex Krasnova, Ornithogalum pallidum Salisb., Ornithogalum racemosum Gaterau, Parthenostachys pyrenaica (L.) Fourr., Phalangium sulphureum (Waldst. & Kit.) Poir., Scilla sylvestris Savi, Stellaris erecta Moench.

## Verwendung
Die jungen Blütensprossen werden wie Spargel verwendet.

## Inhaltsstoffe
Die giftigen Inhaltsstoffe sind in der Zwiebel konzentriert. Der Hautkontakt mit der Zwiebel kann bei sensitiven Personen zu einer Dermatitis führen.